# Потапов, Анатолий Павлович
Анатолий Павлович Потапов (16 апреля 1938 — 29 июня 1996) —  бригадир добычного участка на шахте «Воргашорская».

## Биография
Трудовую деятельность начал в 1960 году после окончания Тульского горного института — инженером-конструктором на Узловском заводе. 
В 1964 году Анатолий Павлович приезжает в Воркуту на шахту № 27 (ныне шахта «Заполярная») для участия во внедрении первого комплекса ОМКТ, положившего начало комплексной механизации очистных работ в Печорском угольном бассейне. В 1975 году его направляют горным мастером в управление по монтажу и наладке оборудования для завершения пусконаладочных работ на шахте «Воргашорская», где он и остался работать, возглавив добычной участок. Коллектив уверенно наращивал объёмы добычи угля, прочно заняв одно из ведущих мест в числе передовых коллективов угольной отрасли. В 1986 году добычной участок № 7, которым руководил Анатолий Павлович, добыл за год 1,654 млн тонн угля и установил рекорд добычи угольной отрасли СССР.
20.02.1987 года за выдающиеся успехи в выполнении планов и социалистических обязательств, эффективное использование техники, достижение наивысшей в отрасли производительности труда и трудовую доблесть присвоено звание Героя Социалистического Труда. Полный кавалер «Шахтёрской славы», Почётный шахтёр, Заслуженный шахтёр РСФСР.